# Katarze (album)
Katarze je debutové studiové album české popové hudební skupiny Slza. Vydáno bylo 13. listopadu 2015 vydavatelstvím Universal Music. Skupina desku nahrávala ve studiu DC Sound od prosince 2013 do října 2015 pod dozorem producenta Dalibora Cidlinského. Hudbu k písním složil právě Cidlinský a kytarista skupiny Lukáš Bundil, autorem textů je Ondřej Ládek, známý pod pseudonymem Xindl X. Za desku byla skupina nominována na celkem tři ceny Anděl 2015; Skupina roku, Objev roku a Album roku. Deska se zároveň dobře prodávala, v české hitparádě IFPI debutovala na prvním místě a na předních příčkách se držela také po celý rok 2016. Během tohoto roku byla oceněna trojplatinovou deskou.
Skupina k albu vydala celkem pět digitálních singlů. Ten první, „Lhůta záruční“, vyšel ještě v roce 2014, další rok následovala 22. března skladba „Celibát“ a 13. listopadu, v den vydání alba, byla představena titulní píseň „Katarze“. Čtvrtý singl vydaný 7. dubna se jmenuje „Fáze pád“ a pátý „Pouta“ byl vydán 8. září. Ke všem singlům byly také natočeny videoklipy.

## Seznam skladeb
Hudbu složil(i) Lukáš Bundil, Dalibor Cidlinský Jr., texty napsal(i) Xindl X.
| Katarze        | Katarze           | Katarze |
| Pořadí         | Název             | Délka   |
| -------------- | ----------------- | ------- |
| 1.             | Lhůta záruční     | 3:36    |
| 2.             | Atrakce           | 3:37    |
| 3.             | Celibát           | 3:37    |
| 4.             | Etikety           | 3:16    |
| 5.             | V dešti zášti     | 3:30    |
| 6.             | Vstříc nekonečnům | 3:40    |
| 7.             | Katarze           | 3:08    |
| 8.             | Fáze pád          | 3:16    |
| 9.             | Pozice off        | 3:27    |
| 10.            | Pouta             | 3:58    |
| Celková délka: | Celková délka:    | 35:09   |

### Lhůta záruční
„Lhůta záruční“ je píseň z alba Katarze. 19. 10. 2014 byl nahrán videoklip k písni na YouTube. Videoklip, který má na YouTube přes 21 000 000 zhlédnutí režíroval Ondřej Urbanec, který spolupracoval např. s Charlie Straightem nebo Tata Bojs. Lhůta záruční vyhrála 2. místo v žebříčku Bacardi Music Awards 2014. Tato píseň se brzy po vydání stala velkým hitem a v hitparádě hitrádia obsazovala na přední příčky. Nejen, že tímto singlem o sobě dala skupina Slza poprvé vědět, ale také se s ním ihned proslavila. 

## Obsazení
Členové skupiny
- Petr Lexa – zpěv
- Lukáš  Bundil – kytara

Ostatní
- Jan Cidlinský – basová kytara
- Dalibor Cidlinský Jr. – piano, klávesy, syntezátor
- Xindl X – skládání textů

Technická podpora
- Dalibor Cidlinský Jr. – produkce
- Ecson Waldes – mastering[11]